# Stefan Bogomilov
Stefan Bogomilov Atanasov (in bulgaro Стефан Богомилов Атанасов?; Sofia, 11 aprile 1945) è un ex calciatore bulgaro, di ruolo attaccante.

## Carriera

### Club
Durante la sua carriera ha giocato solo con il Černo More, giocando 353 partite e segnando 162 reti.